# Adverse Childhood Experience
Con la sigla ACE (dall'inglese Adverse Childhood Experience) si intendono le esperienze avverse dell'infanzia. Rientrano in questa categoria tutte quelle esperienze come abusi fisici, abusi emotivi, abusi sessuali, assistere a violenza domestica, abbandono, avere un episodio di suicidio in famiglia, convivere con un dipendente patologico (alcolista, tossico dipendente, giocatore patologico), trascuratezza fisica ed emotiva. Studi riguardanti gli ACE descrivono le conseguenze a lungo termine date da traumi infantili dell'attaccamento. Si tratta spesso di esperienze non isolate e, a lungo tempo, il numero di ACE è associato con i rischi comportamentali in età adulta (dipendenza da nicotina, droghe, alcool, alimentazione non regolare).
È stata elaborata una Scala ACE, nella quale possiamo verificare se una persona prima dei 18 anni ha vissuto esperienze come:
- Abuso
- Ambiente domestico disfunzionale
- Trascuratezza

Dagli studi di Vincent Felitti, medico chirurgo e autore di numerosi articoli scientifici sul tema delle Esperienze Sfavorevoli Infantili, è emerso che i bambini maschi con un punteggio ACE di 6 o più, hanno una probabilità 46 volte superiore di diventare consumatori di droghe in età adulta. Possono essere attribuiti ad ACE il 58% dei tentati suicidi nelle donne.
A livello educativo, la presenza di ACE porta a problemi cognitivi, di concentrazione, di autoregolazione e di fiducia verso gli adulti di riferimento. Basti pensare che i bambini che hanno vissuto 4 ACE durante la loro infanzia, hanno probabilità di essere considerati problematici (e quindi puniti) 32 volte superiori rispetto a bambini che non ne hanno vissuti.             